# Campbell Cowan Edgar
Campbell Cowan Edgar (né en 1870 à Tongland- mort le 10 mai 1938 à Berkhamsted) est un égyptologue écossais. 
Campbell Cowan Edgar est entré à Oriel College en tant que chercheur en 1891, et plus tard a rejoint la Direction générale des antiquités égyptiennes, où il est devenu chef par intérim du Musée des Antiquités au Caire. Il a contribué à un grand nombre d'articles du « Catalogue général des Antiquités Égyptiennes du musée du Caire », portant sur le développement de divers aspects de l'art et la culture grecque, plus particulièrement sous l'influence de l'environnement égyptien.

## Publications
- Catalogue général des antiquités Égyptiennes du musée du Caire, Greek Moulds. With thirty-three plates, IFAO, Le Caire, 1903.
- Catalogue général des antiquités Égyptiennes du musée du Caire, Greek sculpture, With thirty-two plates, IFAO, Le Caire, 1903.
- Catalogue général des antiquités Égyptiennes du musée du Caire, Greek Bronzes, With nineteen plates, IFAO, Le Caire, 1904.
- Catalogue général des antiquités Égyptiennes du musée du Caire, Graeco-Egyptian glass, N° 32401-32800, IFAO, Le Caire, 1905.
- Catalogue général des antiquités Égyptiennes du musée du Caire, Graeco-Egyptian coffins, masks and portraits, With forty-eight plates, N° 33101-33285, IFAO, Le Caire, 1905.
- Catalogue général des antiquités Égyptiennes du musée du Caire, Greek Vases, IFAO, Le Caire, 1911.
- Catalogue général des antiquités Égyptiennes du musée du Caire, Zénon papyri, vol. I, N° 59001-59139, IFAO, Le Caire, 1925.
- Catalogue général des antiquités Égyptiennes du musée du Caire, Zénon papyri, vol. II, N° 59140-59297, IFAO, Le Caire, 1926.
- Catalogue général des antiquités Égyptiennes du musée du Caire, Zénon papyri, vol. III, N° 59298-59531, IFAO, Le Caire, 1928.
- Catalogue général des antiquités Égyptiennes du musée du Caire, Zénon papyri, vol. IV, N° 59532-59800, IFAO, Le Caire, 1931.
- Avec Arthur Surridge Hunt, Select Papyri, traduit de l'anglais par A. S. Hunt, Loeb Classical Library, 1932.
- A New group of Zenon papyri, 1934.
- Avec Octave Guéraud et Pierre Jouguet, Catalogue général des antiquités Égyptiennes du musée du Caire, Zénon papyri, vol. V, N° 59801-59853, IFAO, Le Caire, 1940.